# Каза Бедаљија (Павија)
Каза Бедаљија је насеље у Италији у округу Павија, региону Ломбардија.
Према процени из 2011. у насељу је живело 24 становника. Насеље се налази на надморској висини од 355 м.